# Lucía Leyba
Lucía Leyba es una actriz mexicana de televisión y teatro.

## Biografía
Lucía estudió actuación en el Centro de Formación Actoral de TV Azteca (CEFAC) y realizó su debut en televisión en el 2007, interpretando el papel de 'Gabriela Villaseñor' en la telenovela Se busca un hombre.
Desde entonces ha interpretado personajes cada vez más importantes en las telenovelas Noche eterna (2008), Vuélveme a querer (2009), A cada quien su santo (2010) y Huérfanas (2011). Lucía Leyva también ha participado en varios episodios de la serie Lo que callamos las mujeres e interpretó el papel de Freya en la obra de teatro Aasgard.
También se ha desempeñado como conductora de los programas Tú x tú y Caiga quien caiga.

## Trayectoria
- Destino (2013) - Cristina Vargas Del Sol
- Huérfanas (2011) - Diana Montemayor Allende
- Noche eterna (2008) - Inés
- Se busca un hombre (2007) - Gabriela Villaseñor
- Niña amada mía (2003) - Beatriz "Betty"